# Tereszpol
Tereszpol is een dorp in het Poolse woiwodschap Lublin, in het district Biłgorajski. De plaats maakt deel uit van de gemeente Tereszpol en telt 1.177 inwoners.

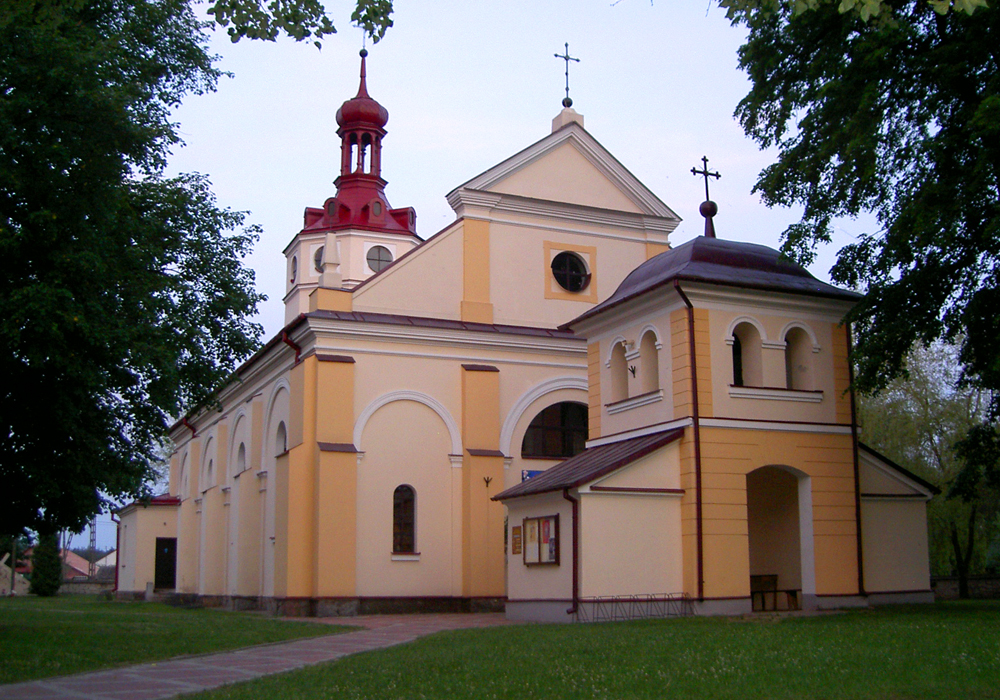